# Monceau-le-Neuf-et-Faucouzy
Pour les articles homonymes, voir Monceau.
Monceau-le-Neuf-et-Faucouzy est une commune française située dans le département de l'Aisne, en région Hauts-de-France.

## Géographie
- 1Carte dynamique
- 2Carte OpenStreetMap
- 3Carte topographique
- 4Carte avec les communes environnantes

### Communes limitrophes

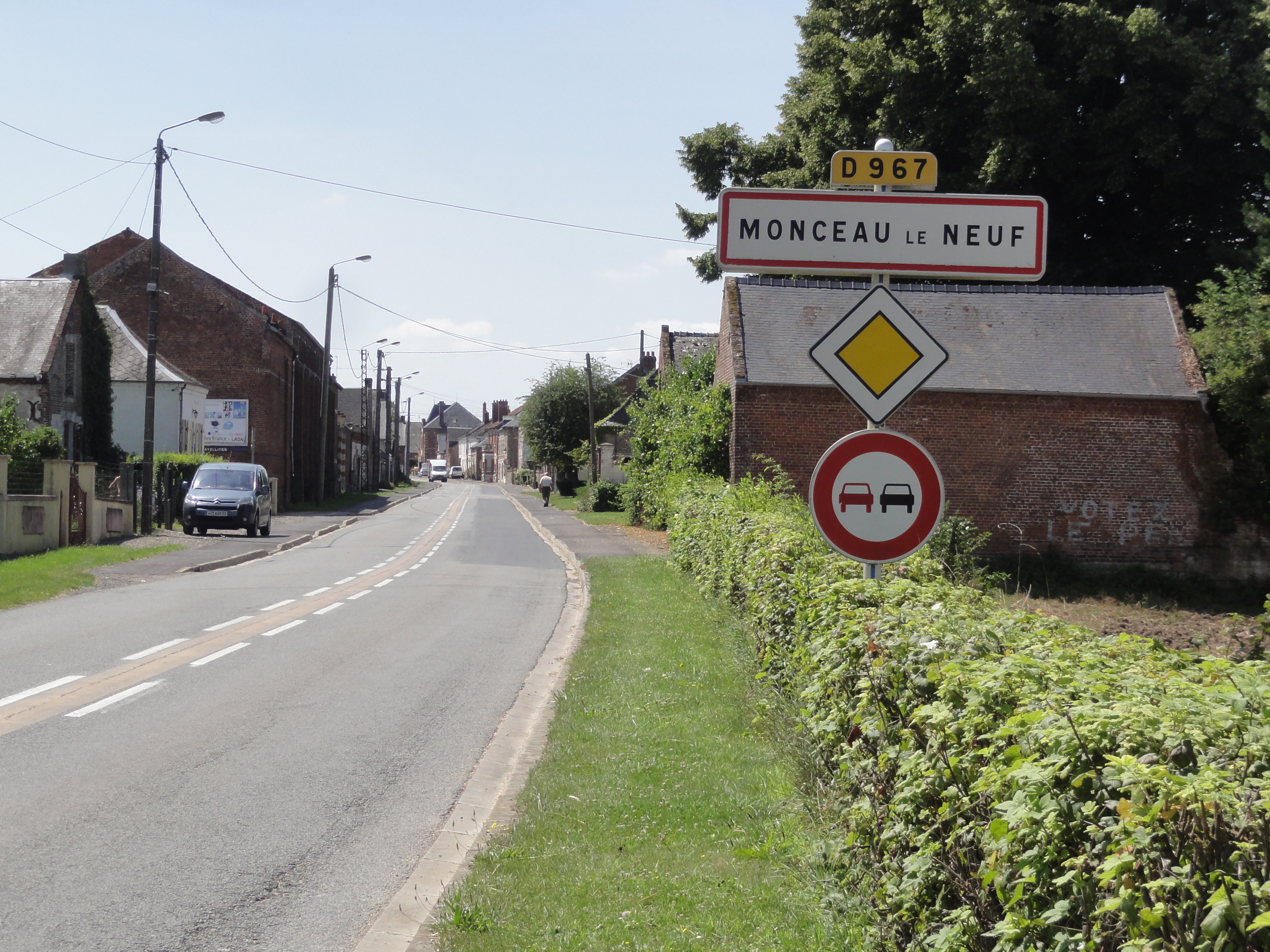
Monceau-le-Neuf.
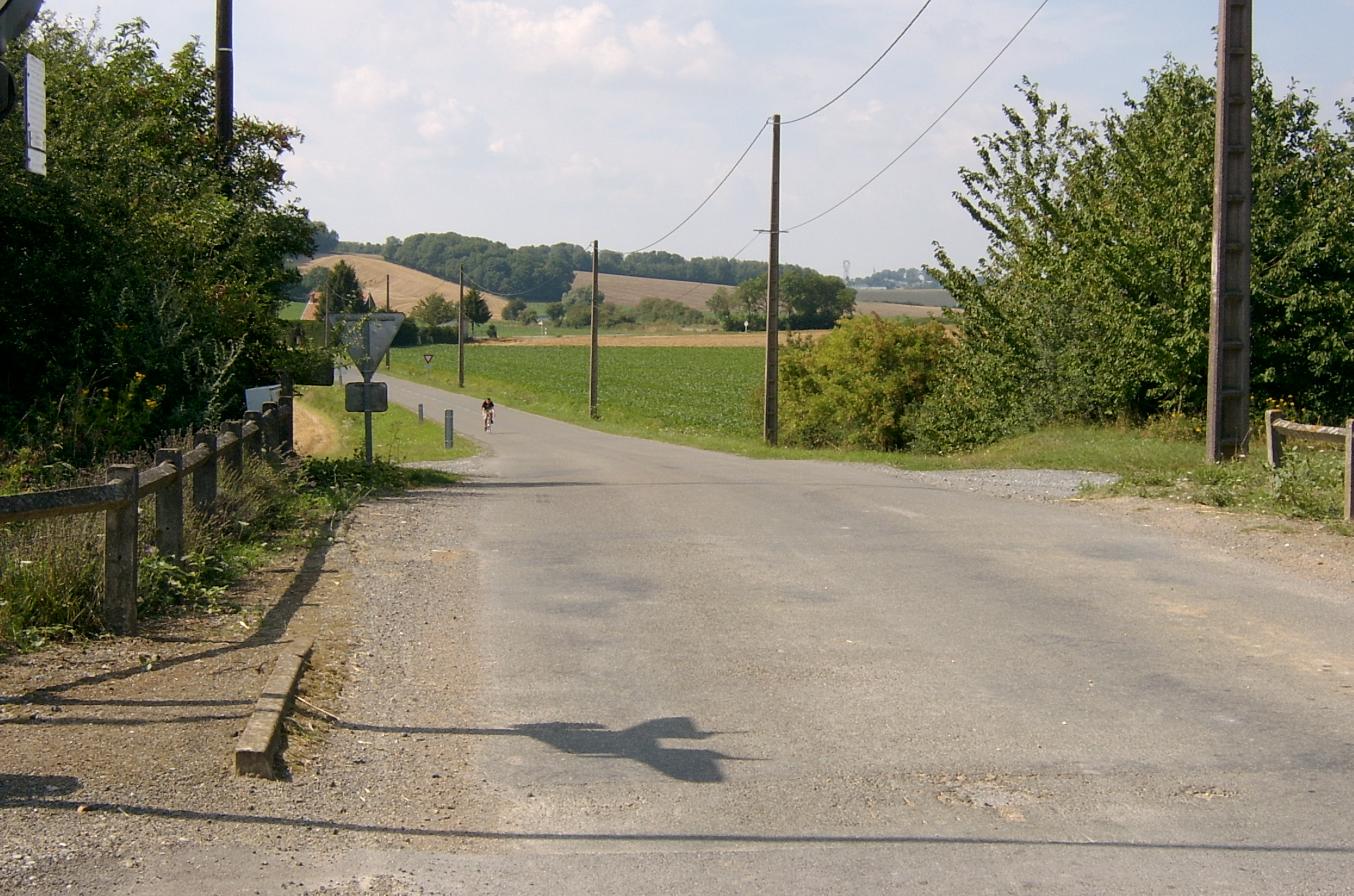
Faucouzy.

### Hydrographie
La commune est située dans le bassin Seine-Normandie. Elle est drainée par le Peron,.
Le Péron, d'une longueur de 15 km, prend sa source dans la commune  et se jette  dans la Serre en limite de Nouvion-et-Catillon et de Mesbrecourt-Richecourt, après avoir traversé cinq communes.

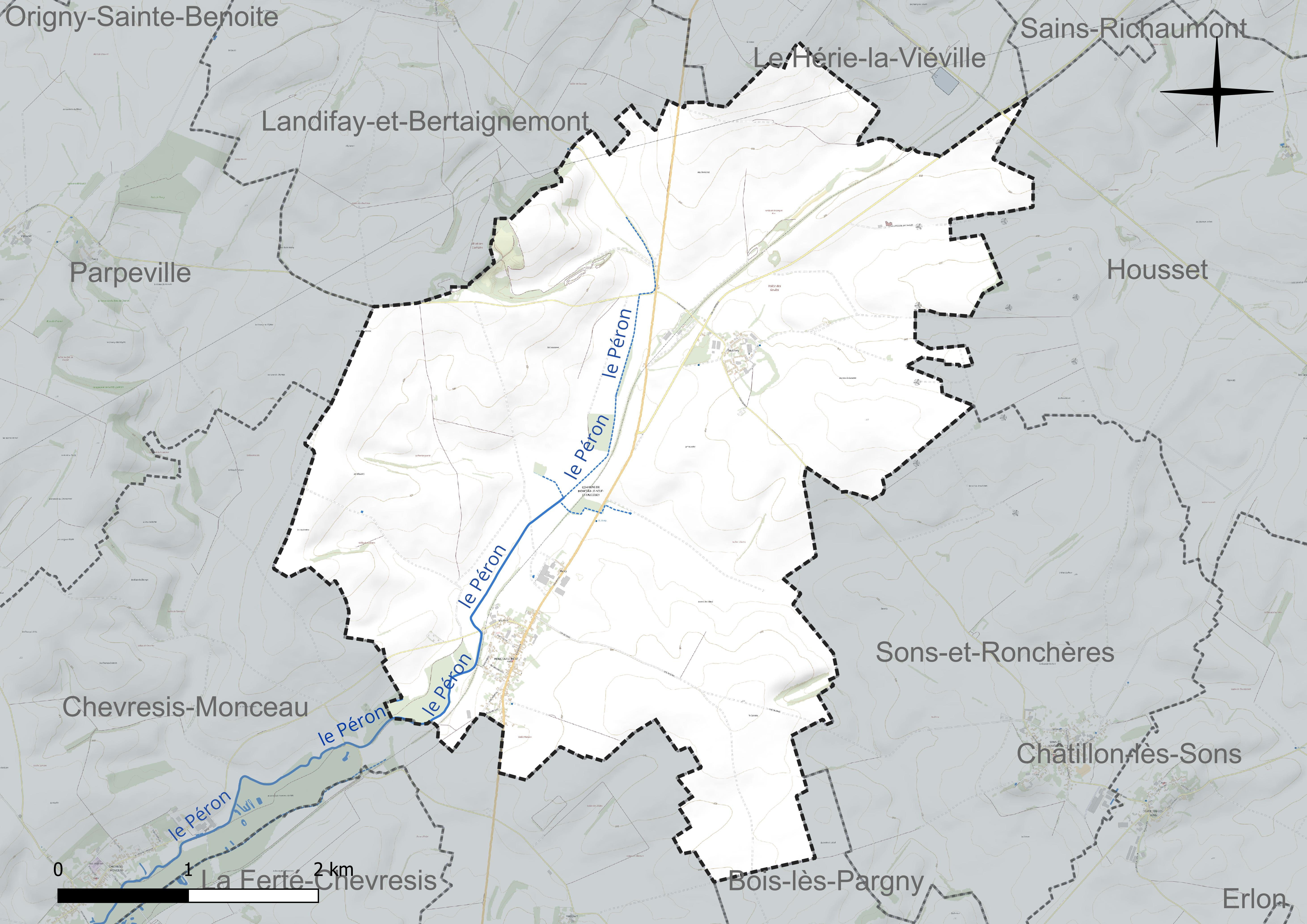
Réseau hydrographique de Monceau-le-Neuf-et-Faucouzy.

### Climat
Pour des articles plus généraux, voir Climat des Hauts-de-France et Climat de l'Aisne.
En 2010, le climat de la commune est de type climat océanique dégradé des plaines du Centre et du Nord, selon une étude du CNRS s'appuyant sur une série de données couvrant la période 1971-2000. En 2020, Météo-France publie une typologie des climats de la France métropolitaine dans laquelle la commune est exposée à un climat océanique altéré et est dans la région climatique Nord-est du bassin Parisien, caractérisée par un ensoleillement médiocre, une pluviométrie moyenne régulièrement répartie au cours de l'année et un hiver froid (3 °C).
Pour la période 1971-2000, la température annuelle moyenne est de 10,3 °C, avec une amplitude thermique annuelle de 15,1 °C. Le cumul annuel moyen de précipitations est de 728 mm, avec 12,4 jours de précipitations en janvier et 9 jours en juillet. Pour la période 1991-2020, la température moyenne annuelle observée sur la station météorologique la plus proche, située sur la commune d'Aulnois-sous-Laon à 17 km à vol d'oiseau, est de 11,0 °C et le cumul annuel moyen de précipitations est de 685,6 mm,. Pour l'avenir, les paramètres climatiques de la commune estimés pour 2050 selon différents scénarios d'émission de gaz à effet de serre sont consultables sur un site dédié publié par Météo-France en novembre 2022.

## Urbanisme

### Typologie
Au 1er janvier 2024, Monceau-le-Neuf-et-Faucouzy est catégorisée commune rurale à habitat dispersé, selon la nouvelle grille communale de densité à 7 niveaux définie par l'Insee en 2022.
Elle est située hors unité urbaine et hors attraction des villes,.

### Occupation des sols
L'occupation des sols de la commune, telle qu'elle ressort de la base de données européenne d'occupation biophysique des sols Corine Land Cover (CLC), est marquée par l'importance des territoires agricoles (94,2 % en 2018), une proportion sensiblement équivalente à celle de 1990 (94,7 %). La répartition détaillée en 2018 est la suivante : 
terres arables (94,2 %), zones urbanisées (4,1 %), milieux à végétation arbustive et/ou herbacée (1 %), forêts (0,8 %).
L'évolution de l'occupation des sols de la commune et de ses infrastructures peut être observée sur les différentes représentations cartographiques du territoire : la carte de Cassini (XVIIIe siècle), la carte d'état-major (1820-1866) et les cartes ou photos aériennes de l'IGN pour la période actuelle (1950 à aujourd'hui).

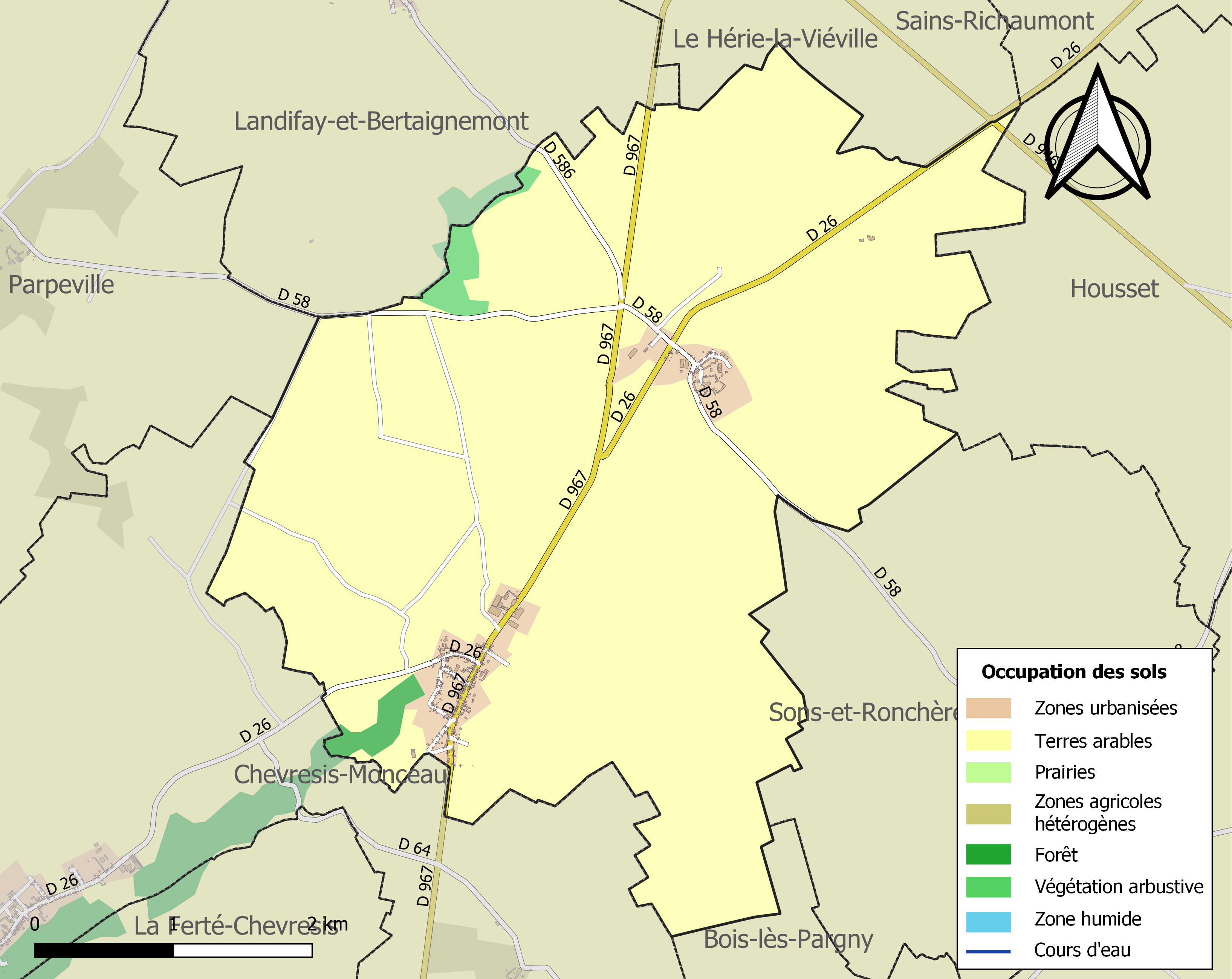
Carte de l'occupation des sols de la commune en 2018 (CLC).

## Toponymie
Le nom de la localité est attesté sous les formes Moncels-super-Peron (1137) ; Moncels-super-Perron (1155) ; Monciaus-super-Perron (1163) ; Moncelli (1173) ; Moncelli-super-Peron (1216) ; Moncelli-sur-Perron (1220) ; Monciaus-sus-Perron (1223) ; Moncelli-supra-Perron (1233) ; Monchiaus-sus-Péron (1311) ; Monciaus (1331) ; Monceau-sur-Perron (1409) ; Monchiaulx-sur-Perron (1415) ; Monceaulx-sur-Perron (1417) ; Monceaux-sur-Perron, Monceaulx-sur-Perron (1476) ; Monceaux-sub-Péron (1495) ; Monciaux-le-Neuf (1496) ; Monceaux-le-Nœuf (1497) ; Monceau-Superon (1499) ; Monceaulx-le-Neuf (1511) ; Monsiaulx-sur-Péront (1513) ; Monceaulx-le-Nœuf (1513) ; Monceaux-le-Neu (1513) ; Monceau-sur-Péron (1515) ; Montceau-sur-Péron (1586) ; Montceau-le-Neuf (1745).

Monceau est une formation toponymique médiévale qui consiste en un appellatif employé de manière absolue, à savoir l'ancien français Moncel au sens de « colline », voire « élévation ». L'ancien français moncel est issu d'un hypothétique bas latin *monticellum.
Faucousy, ancien hameau, est attesté sous les formes Foukousies, Fulchozyes (1143) ; Fulcozies, Folcozies (1144) ; Folcouzies (1145) ; Foucouzies, Foucousies (1145) ; Foulcozies, Foucausis, Fulcosis (1161) ; Folchozie (1167) ; Foucosies (1169) ; Fulchozies (1172) ; Parrochia Fochozies (1169) ; Altare de Fulchosiis (1172) ; Foukousies (1208) ; Foucozys (1211) ; Folcosie (1213) ; Foucozies (1213) ; Foukosis (1235) ; Folkousies (1231) ; Foucosis (1258) ; Foucauzis (1415) ; Foucouzis (1554) ; Fauchouzi (1607) ; Faulcousy (1621) ; Faulxcousy (1621) ; Faucousy (1710).

## Histoire
Habité depuis longtemps, lors de fouilles à Monceau ont été mis en évidence un habitat protohistorique à la Vallée-Mattoux, un trésor monétaire gallo-romain de 288 pièces, une nécropole utilisée jusqu'à l'époque mérovingienne.

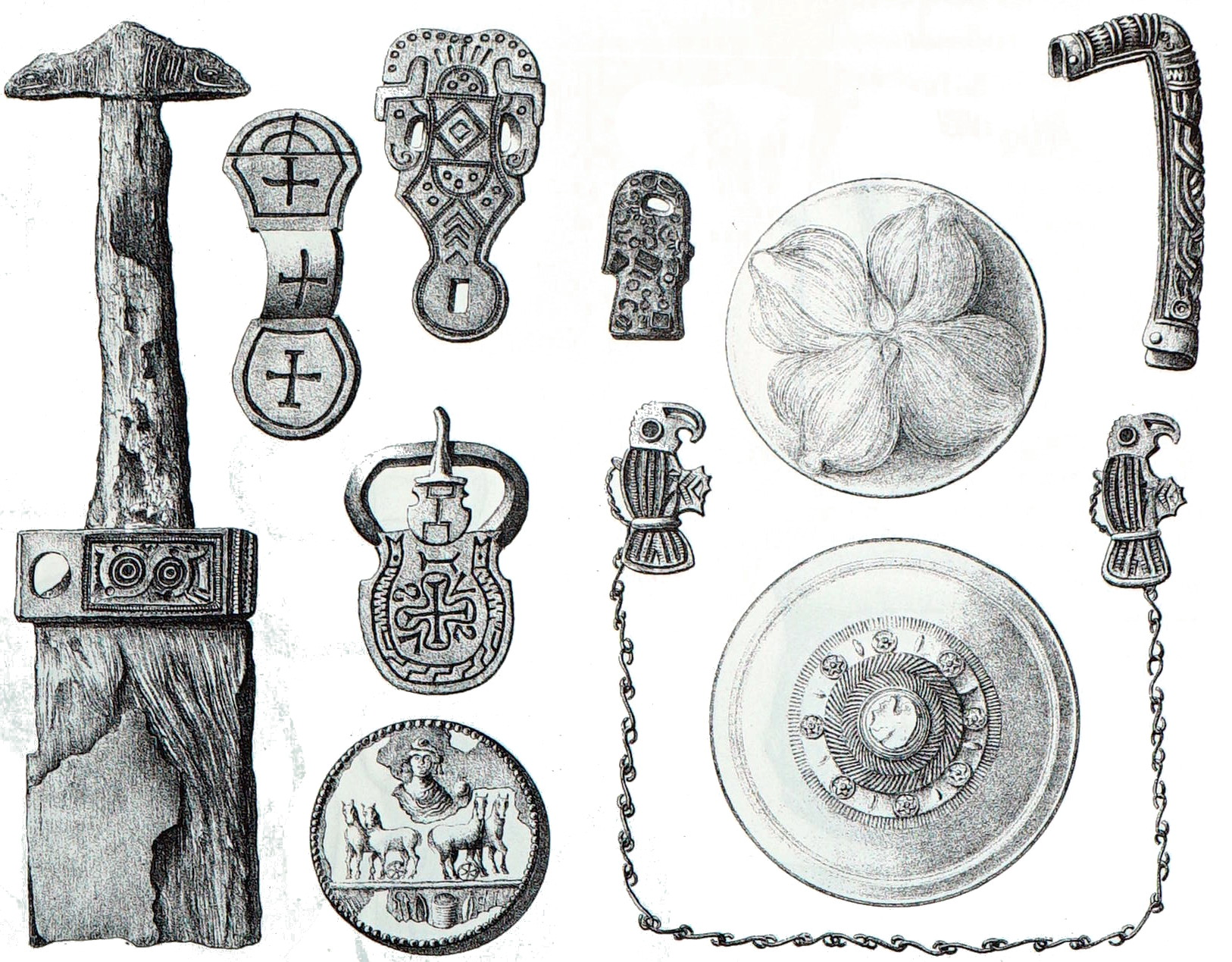
Provenant de La ferme de Murcy.

Le 9 mars 1913, neuf personnes, dont huit enfants, sont brûlées vives à Monceau-le-Neuf et cinquante autres blessées lors d'une séance de cinématographe dans un cabaret du village.

## Politique et administration

### Découpage territorial
La commune de Monceau-le-Neuf-et-Faucouzy est membre de la communauté de communes de la Thiérache du Centre, un établissement public de coopération intercommunale (EPCI) à fiscalité propre créé le 31 décembre 1992 dont le siège est à La Capelle. Ce dernier est par ailleurs membre d'autres groupements intercommunaux.
Sur le plan administratif, elle est rattachée à l'arrondissement de Vervins, au département de l'Aisne et à la région Hauts-de-France. Sur le plan électoral, elle dépend du  canton de Marle pour l'élection des conseillers départementaux, depuis le redécoupage cantonal de 2014 entré en vigueur en 2015, et de la troisième circonscription de l'Aisne  pour les élections législatives, depuis le dernier découpage électoral de 2010.

### Administration municipale
Par une ordonnance du 9 juin 1819, les communes de Faucouzy et Monceau-le-Neuf sont réunies pour former la commune de Monceau-le-Neuf-et-Faucouzy.
| Période                                  | Période                       | Identité            | Étiquette | Qualité                                    |
| ---------------------------------------- | ----------------------------- | ------------------- | --------- | ------------------------------------------ |
| Les données manquantes sont à compléter. |                               |                     |           |                                            |
| avant 1877                               | après 1879                    | Marcq               |           |                                            |
| Les données manquantes sont à compléter. |                               |                     |           |                                            |
| avant 1995                               | ?                             | Étienne van Isacker |           |                                            |
| mars 2001                                | mars 2008                     | Gérard Riche        |           |                                            |
| mars 2008                                | octobre 2012                  | Luc Dromas          |           | Professeur Démissionnaire                  |
| décembre 2012                            | avril 2014                    | Sylvie Huget        |           |                                            |
| avril 2014                               | En cours (au 13 juillet 2020) | Jean Van Isacker    | DVD       | Agriculteur Réélu pour le mandat 2020-2026 |

## Démographie
L'évolution du nombre d'habitants est connue à travers les recensements de la population effectués dans la commune depuis 1793. Pour les communes de moins de 10 000 habitants, une enquête de recensement portant sur toute la population est réalisée tous les cinq ans, les populations de référence des années intermédiaires étant quant à elles estimées par interpolation ou extrapolation. Pour la commune, le premier recensement exhaustif entrant dans le cadre du nouveau dispositif a été réalisé en 2004.

En 2022, la commune comptait 321 habitants, en évolution de +1,58 % par rapport à 2016 (Aisne : −1,97 %, France hors Mayotte : +2,11 %).
| 1793 | 1800 | 1806 | 1821 | 1831 | 1836 | 1841 | 1846 | 1851 |
| ---- | ---- | ---- | ---- | ---- | ---- | ---- | ---- | ---- |
| 286  | 347  | 429  | 507  | 641  | 657  | 709  | 770  | 729  |

| 1856 | 1861 | 1866 | 1872 | 1876 | 1881 | 1886 | 1891 | 1896 |
| ---- | ---- | ---- | ---- | ---- | ---- | ---- | ---- | ---- |
| 788  | 822  | 835  | 910  | 919  | 830  | 822  | 853  | 771  |

| 1901 | 1906 | 1911 | 1921 | 1926 | 1931 | 1936 | 1946 | 1954 |
| ---- | ---- | ---- | ---- | ---- | ---- | ---- | ---- | ---- |
| 742  | 707  | 661  | 639  | 630  | 594  | 584  | 520  | 539  |

| 1962 | 1968 | 1975 | 1982 | 1990 | 1999 | 2004 | 2006 | 2009 |
| ---- | ---- | ---- | ---- | ---- | ---- | ---- | ---- | ---- |
| 483  | 459  | 418  | 370  | 348  | 330  | 334  | 336  | 344  |

| 2014 | 2019 | 2022 | - | - | - | - | - | - |
| ---- | ---- | ---- | - | - | - | - | - | - |
| 326  | 324  | 321  | - | - | - | - | - | - |

## Lieux et monuments
- Église Saint-Martin de Monceau-le-Neuf.
- Chapelle Notre-Dame de Faucouzy.
- Monument aux morts.
- Des calvaires.

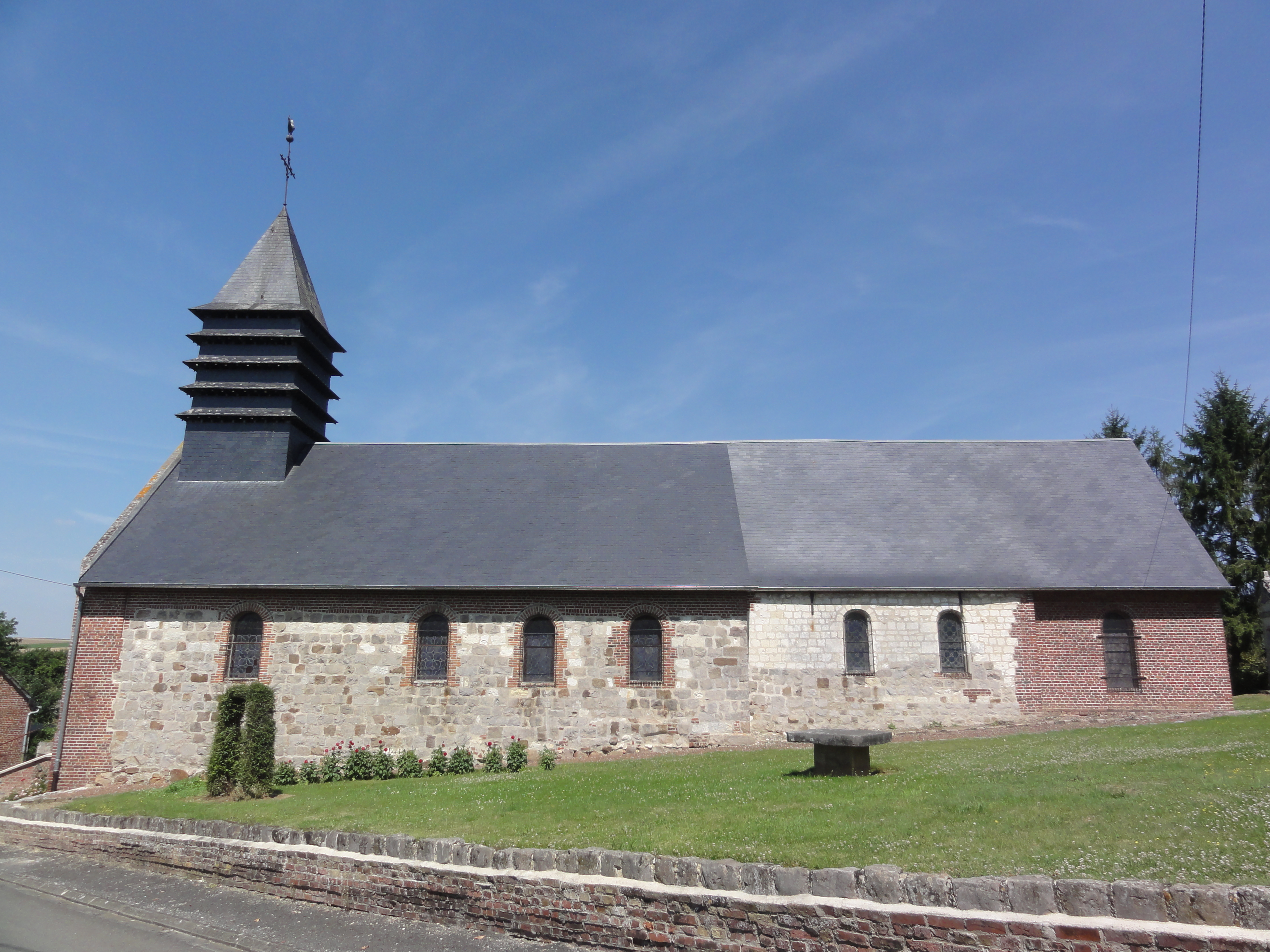
Église Saint-Martin.
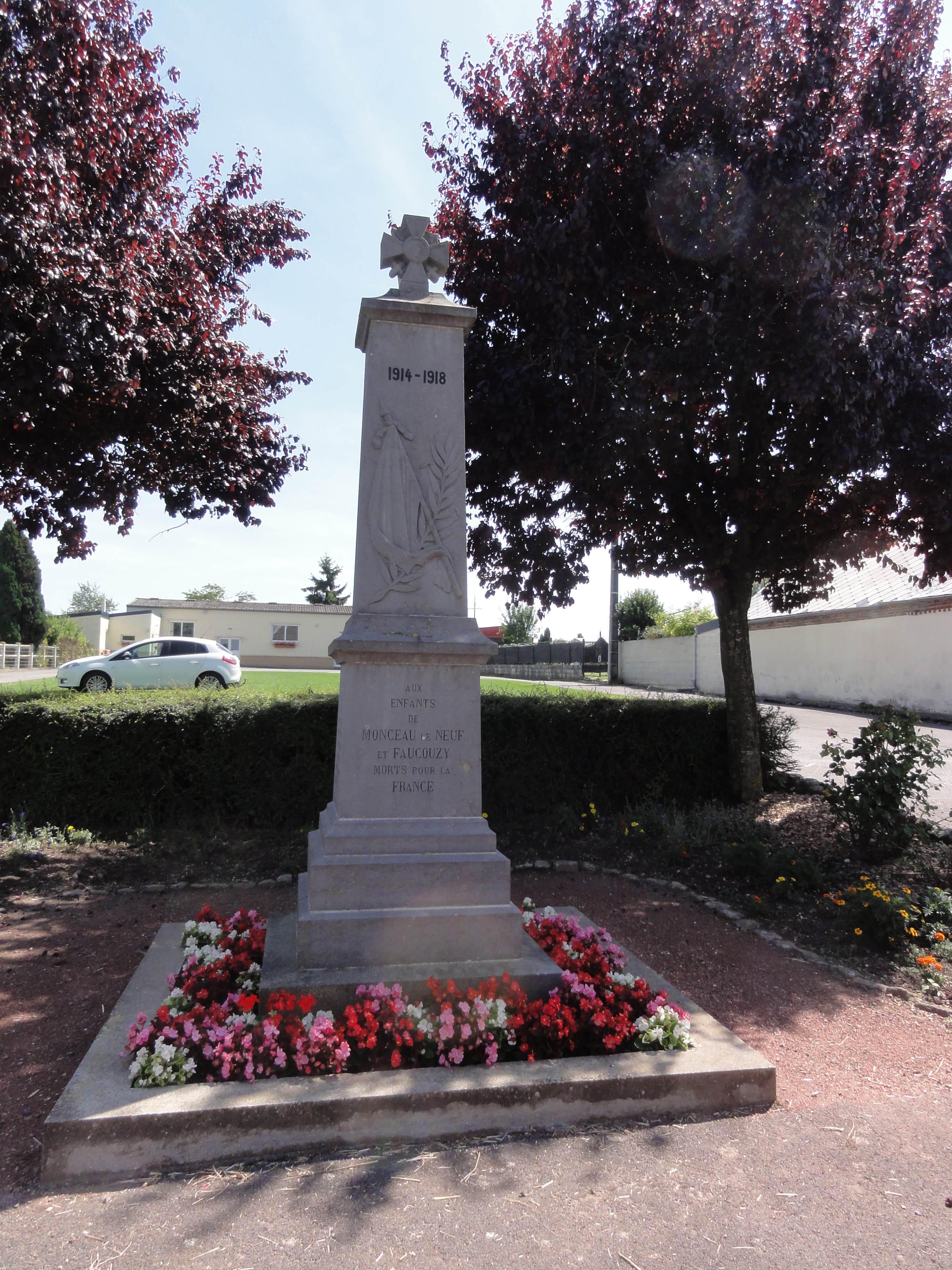
Monument aux morts.
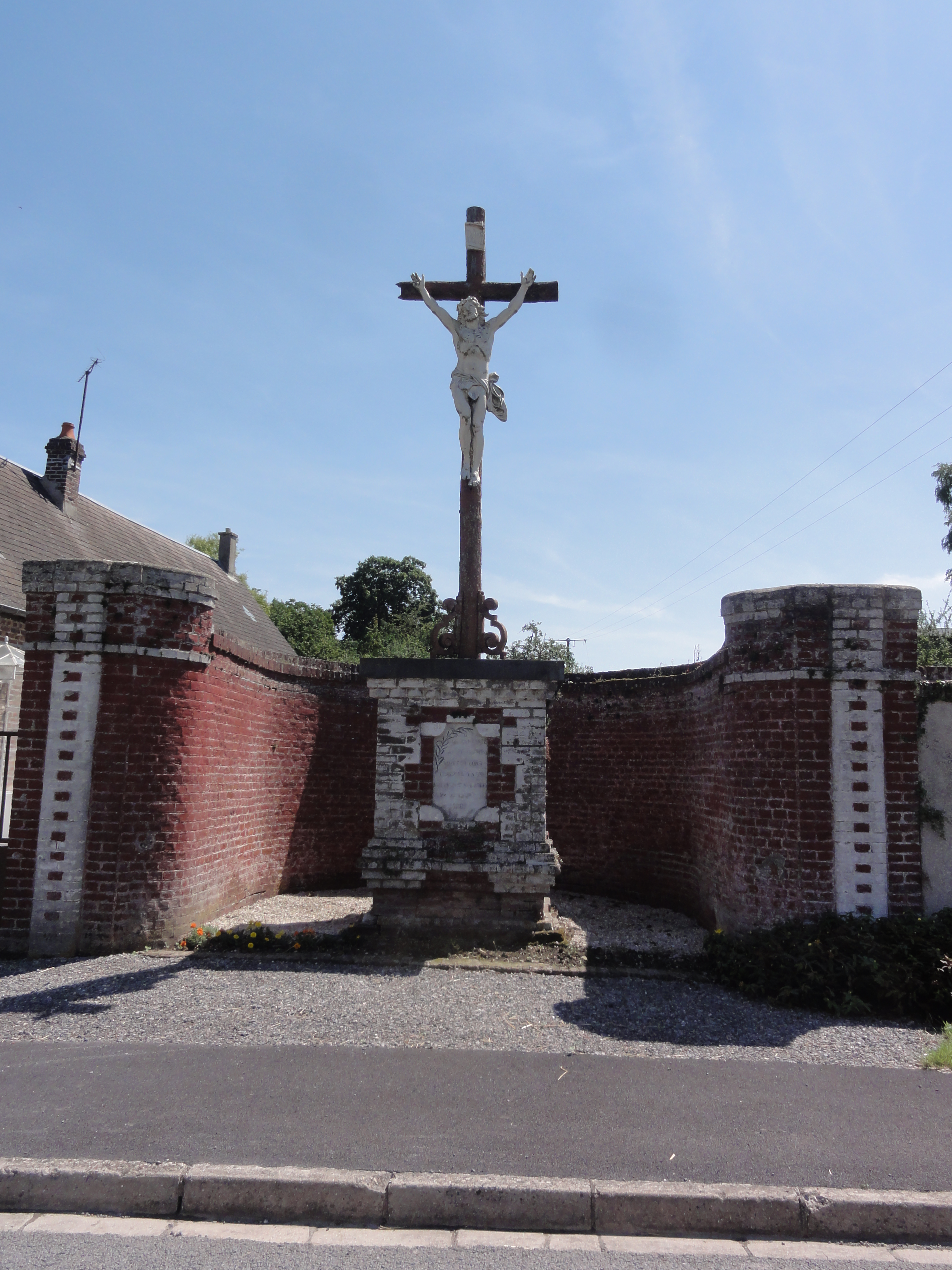
Calvaire, rue de Verdun.

## Personnalités liées à la commune
- Edmond Biernat, footballeur et accordéoniste.